# YŪ "SINGLE A" BEST COLLECTION
『YŪ "SINGLE A" BEST COLLECTION』（ユー シングル・エー ベスト・コレクション）は、1986年12月20日に発売された早見優の2枚組ベスト・アルバム。発売元はトーラスレコード。品番(CD:TACX-2477〜8 / CT:38TT-1135)。

## 概要
デビュー・シングル「急いで!初恋」から18枚目のシングル「Love Station」までのA面曲に、「Love Station」の英語ヴァージョンや未発表曲などを加えた2枚組ベスト・アルバム。全22曲が収録されている。

## 収録曲

### CD・CT

#### DISC 1
1. 急いで!初恋
作詞: 松本一起 / 作曲: 小杉保夫 / 編曲: 大谷和夫
2. Love Light
作詞: Pia Jackson / 作曲: Jimmy Jackson / 日本語詞: 三浦徳子 / 編曲: 萩田光雄
3. アンサーソングは哀愁
作詞: 阿久悠 / 作曲: 馬飼野康二 / 編曲: 萩田光雄
4. あの頃にもう一度
作詞・作曲: 松宮恭子 / 編曲: 鷺巣詩郎
5. 夏色のナンシー
作詞: 三浦徳子 / 作曲: 筒美京平 / 編曲: 茂木由多加
6. 渚のライオン
作詞: 三浦徳子 / 作曲: 筒美京平 / 編曲: 茂木由多加
7. ラッキィ・リップス
作詞: 三浦徳子 / 作曲: 筒美京平 / 編曲: 大村雅朗
8. 抱いてマイ・ラブ
作詞: 松本一起 / 作曲: John Stanley / 編曲: 茂木由多加
9. 誘惑光線・クラッ!
作詞: 松本隆 / 作曲: 筒美京平 / 編曲: 大村雅朗
10. Love Station〈英語ヴァージョン〉
作詞: 澤地隆 / 作曲: 高橋研 / 編曲: 西平彰 / 英語詞: forget-me-nots
11. 灼熱サザンクロス
作詞: 谷穂ちろる / 作曲: 多々納好夫 / 編曲: 伊豆一彦
  - 未発表曲。

#### DISC 2
1. Me☆セーラーマン
作詞: 三浦徳子 / 作曲: 林哲司 / 編曲: 茂木由多加
2. ビューティフル ライバル
作詞: 薄木麻子 / 補作詞: Jun＆Jim / 作曲: 小田裕一郎 / 編曲: 大谷和夫
3. 哀愁情句
作詞: 銀色夏生 / 作曲: 筒美京平 / 編曲: 船山基紀
4. Tonight
作詞: Annie / 作曲: NOBODY / 編曲: 茂木由多加
5. STAND UP
作詞・作曲: R.Springfield / 日本語詞: 松本隆 / 編曲: 戸塚修
6. PASSION
作詞・作曲: 中原めいこ / 編曲: 新川博
7. CLASH
作詞: 松本一起 / 作曲: 岩里祐穂・三浦一年 / 編曲: 新川博
8. 西暦1986
作詞: 松本一起 / 作曲: 佐藤健 / 編曲: 大村雅朗
9. Newsにならない恋
作詞: 澤地隆 / 作曲: CHAGE / 編曲: 伊豆一彦
10. Love Station
作詞: 澤地隆 / 作曲: 高橋研 / 編曲: 西平彰
11. ジャストビートで勝負して
作詞: 澤地隆 / 作曲: 羽田一郎 / 編曲: 西平彰
  - 未発表曲。